# Aga (île)
Pour les articles homonymes, voir Aga.
Aga est une île norvégienne du comté de Hordaland appartenant administrativement à Bømlo.

## Description
Rocheuse et couverte d'une légère végétation, pratiquement désertique, elle s'étend sur environ 3,252 km de longueur pour une largeur approximative de 1,7 km. 
Elle compte une ferme datant du XVIIIe siècle. 

## Histoire
Elle a fait partie de la municipalité de Fitjar jusqu'en 1995.